# 남북통일

남북통일의 상징인 한반도기

남북통일(한국 한자: 南北統一, 문화어: 북남통일)은 한반도에 존재하는 두 국가인 대한민국과 조선민주주의인민공화국이 하나의 국가로 통일하는 것을 의미한다. 영어로는 '한국의 재통일'(영어: Korean reunification)로 표현한다.
한반도는 지정학적 특수성으로 인해 세계의 경제, 정치 안보적으로 주는 영향이 크다. 통일된 한반도는 국가 경제의 대외 무역 의존도가 국민 총생산 GNP의 90% 정도 이상을 차지하는 지나치게 높은 수출 주도형 취약한 경제 구조를 가진 대한민국 경제에 새로운 희망을 줄 수 있다. 또한 폐쇄경제 및 개발도상국 수준의 사회주의 경제 구조를 가진 북한의 경제에도 남한의 경제 구조에 편입되어 자유무역, 시장개방 및 경제민주화의 이익을 얻을 수 있게 된다.

## 배경

### 이전 역사
한반도는 남북국시대, 후삼국시대, 남북국 시대 이후 통일 국가를 유지하고 있었다. 676년에 통일신라는 당나라 군대를 대동강 북쪽으로 축출하여 한반도 이남에 통일을 달성하였다. 이후 등장한 고려와 조선은 진정한 의미의 한반도 통일을 달성하였다. 이로써 약 1,300년 동안, 1910년에 일본 제국이 대한제국을 합병하기 전까지 한반도 지역에서 한민족은 통일된 국가를 이루었다.

### 분단의 과정
1945년 9월 2일 제2차 세계대전이 마무리된 뒤, 국제연합은 신탁통치할 계획을 수립했고 북위 38도를 경계로 하는 2개의 구역으로 조선을 분할했다. 그리고 남쪽에는 미군정이, 북쪽에는 소련군정이 들어섰고 각자 지역에서 군정을 개시했다. 그러나 남쪽의 민족주의자들과 일부 공산당원들이 신탁통치 반대 운동을 벌이자 미·소는 신탁통치의 실시를 둘러싸고 대립이 깊어졌고, 최종적으로 한반도는 대한민국 정부 수립과 조선민주주의인민공화국 수립으로 분열된 상태가 고착화되었다.
그 후에 조선민주주의인민공화국은 한반도 적화통일을 목표로 1950년 6월 25일 남침하여 한국 전쟁을 일으켰지만, 미군을 중심으로 한 국제연합군의 반격으로 퇴각했고, 휴전에 의해서 한반도는 군사 분계선으로 분단이 고착화되었다. 남한은 분단 이후 군사독재와 민주주의의 부활 등을 겪었으며, 북한은 분단 이후 일당독재의 길을 걷게 된다. 아직도 남북은 휴전 상태로 대치 중이다.

## 연방제와 흡수통일 방식
통일의 방식은 연방제와 흡수통일에 의한 방식으로 구분할 수 있다. 연방제에 의한 통일 방식은 대한민국과 조선민주주의인민공화국 간에 2체제 2정부를 인정하면서, 상호 교류 협력을 통해 공동의 이익을 증진시키면서, 분단의 장벽을 극복하고, 장기적·최종적으로는 단일 국가 및 단일 정부에 이르는 것을 의미한다. 그러나 이런 방식으로 통일을 이룰 경우 결국 무의미한 통일이 될 수 있고, 예멘처럼 침략 및 재 흡수통일 가능성이 있다는 비판이 있다.
흡수통일 방식은 독일과 같이 평화통일을 이루거나 한 쪽의 체제를 스스로 무너지게 만들어 점령하여 흡수통일하는 방식이다. 이 방식은 한 쪽에서 천문학적인 통일에 따른 경제적인 비용을 부담하면서, 한 쪽의 정부를 흡수하는 통일 방식이다. 냉전 시기의 서독이 흡수통일을 실현한 국가이며, 동독은 서독에게 흡수되어 통일독일이 완성되었다. 그러나 흡수통일에는 한가지 분명한 단점이 있는데 바로 경제적 비용이다. 랜드 연구소에 의하면, 독일의 경우 1,800조 원 이상이 소모되었으며, 매년 1,000억 유로 이상이 소모되고 있다고 한다.
다른 흡수 통일 방식은 비평화적인 방식으로, 전쟁에 의한 통일이다. 즉, 무력 침공에 의한 정복으로, 국제적으로 침략 전쟁이라고 규정된 6.25 전쟁의 경우, 조선민주주의인민공화국은 이것을 '조국통일전쟁'이라고 부른다. 조선민주주의인민공화국이 전쟁을 통해 통일하는 것을 적화통일이라고 한다. 현대사회에 들어서는 국제 관계와 전쟁에 인한 피해 발생으로 인해 현실적으로 일어나기 쉽지 않다. 국제법이 보편화되고 있는 오늘날, 유엔 헌장에서는 유엔 헌장 제2조 4항은 모든 회원국이 다른 국가의 영토 보전이나 정치적 독립에 대해 무력의 위협이나 무력행사를 삼가야 한다고 규정하고 있다.

## 찬반론
과거에는 대한민국의 경우, 1940년대부터 통일의 중요성을 강조했으나, 2010년대 들어 계속된 조선민주주의인민공화국의 도발, 통일의 필요성에 가해지는 의문 등의 증가로 통일은 찬·반이 대립하는 논제로 바뀌었다.

### 통일을 찬성하는 입장
- 같은 민족이고, 역사가 같다. 역사적으로 지금까지 계속 한 국가로 존재한 시기가 길다. 또한, 우리의 분단은 우리의 결정에 의한 것이 아니라 소련과 미국에 의해 결정된 것이므로 통일을 해야 한다. 한반도 분단은 지구상 얼마 남지 않은 극복해야 할 냉전의 산물이며, 예전 분단 국가들이 전부 통일된 현재 아직까지도 세계에서 유일한 분단국가라는 타이틀까지 가지고 있다.
- 두 나라가 통일이 되면 큰 시너지 효과가 발생한다. 면적이 커지고, 인구가 증가할 뿐만 아니라, 양국의 부족한 점을 서로 보완하여 산업의 비대칭성을 개선할 수 있다. 예를 들어, 대한민국에 부족한 광업, 조선민주주의인민공화국에 부족한 서비스업이 보완될 수 있다. 북한의 비무장은 막대한 노동력을 다양한 산업 분야에 바로 이용할 수 있게 만들어준다. 이는 산업의 보완성과 더불어 부족한 내수 시장을 활성화시킬 수 있는 긍정적인 여건이 된다.
- 반도 국가지만 사실상 육로가 막혀 섬나라가 된 대한민국의 교류 문제를 해결하여 육로 상 국외 진입이 가능해진다. 배·비행기로만 가능했던 국외 인적·경제적 교류 비용이 크게 절감되고 교류 규모도 커진다. 중국, 러시아와의 육로 연결로 인해 발생하는 시너지와 비행기를 타지 않아도 고속 열차를 타고 중국과 러시아를 여행할 수 있는 시대가 올 것이다. 한반도 종단 철도를 활용한 물류 사업 또한 기대해볼 만하다.
- 2025년 기준으로 대한민국의 경제 규모가 11위인데, 10위권 이내로 진입하여 최상위권 국가들과 격차를 줄일 수 있다. 또한, 주변 동북아시아 국가들과 경제적 격차를 어느 정도 해소할 수 있을 것이다. 이는 G20, 더 나아가 G7+에서 강화된 영향력을 행사할 수 있게 됨을 의미한다.
- 조선민주주의인민공화국의 계속된 대한민국의 도발 가능성을 삭제하고 동북아시아의 전쟁 가능성을 크게 낮추어 동북아시아 및 세계 평화에 큰 기여를 할 수 있다. 동아시아 내 무력 분쟁에 대한 가능성이 완화된다면 동아시아 국가들 간 협력이 더욱 수월해지게 된다.
- 한반도 내 긴장 해소 및 동북아시아 내 긴장 해소로 인해 징병제인 대한민국과 조선민주주의인민공화국의 군대 유지 방법을 모병제로 바꿔 국민 또는 인민들이 의무적으로 복무해야 하는 기간이 제거되어 사회적 안정을 유도할 수 있다. 국민 개개인 입장에서는 해당 기간에 자기계발을 하거나 기간 동안의 사회적 단절을 없애 더 능률적인 생산성을 확보할 수 있으며, 징병제로 인한 사회 불안·논란을 없앨 수 있다.
- 통일을 하면 전쟁이 일어날 위험성이 적어지며, 해외에서 한국을 분단국가라고 인식하고 있는 것이 사라질 것이다. 이것만으로도 엄청난 경제효과를 불러올 것이 틀림없다. 코리아 디스카운트만 봐도, 한국의 주식이 저평가되는 것을 막을 수 있을 것이다. 또한 기존의 한국에 대한 부정적인 시각이 없어지면서 이북 지역에 대한 한국의 관광 산업이 과거에 비해서 더욱 커질 것으로 예상된다. 그리고 전쟁 위협이 해소된 한반도 전역에 외국의 기업과 개인 투자자들이 관심을 갖게 될 것이다.
- 적으로부터 서울이 더욱 안전해진다. 현재는 38선 대비 중부전선과 동부전선이 북상하였지만 반대로 서부전선은 남하하여 개성시 바로 아래까지 옴으로 인해 서울에서 서부전선까지 직선거리로 약 50km에 불과하며[3], 강남구나 용산구도 약 70km에 불과해 미사일이나 장사정포 요격장치가 있긴 해도 북한의 포 사거리에 들어간다는 점이 우선 문제이지만, 통일 이후에는 서울이 국토 중앙에 위치하게 되어 최전선에 위치한 대도시라는 유일한 단점이 사라지게 되고,[4] 대전처럼 교통의 요충지로 변모하게 될 것이며, 서울이나 평양으로 가는 관문도시들이 지금과는 다르게 눈에 띄게 발전하게 될 것이다.
- 저출산으로 인한 인구감소를 통일로 인해 어느 정도 해소할 수 있다. 단, 한반도 자체의 고령화는 지속될 것으로 보이나, 통일 이후 노동력에 대한 수요가 증가된다면 저출산 문제 또한 점진적으로 해결될 수 있는 것으로 보인다.
- 대한민국이 자랑하는 문화를 더욱 풍부하고 넓은 시각으로 볼 수 있게 된다. 한반도 분단으로 인해서 남한에서는 고구려, 발해, 고려, 조선(한반도 이북 지역)에 대한 연구가 한정적으로 이뤄지고 있다. 통일 이후 한국사와 한국 문화에 대한 연구가 체계적으로 발전될 가능성이 높다. 또한 이러한 유적들은 추후 유네스코 문화재에 등록될 것이다.
- 남북 통일을 완수하여 한반도 이북 지역에서 발생하고 있는 다량의 인권 유린을 예방하고, 현재 중국 및 러시아 내 암암리에 거주하는 북한이탈주민에 대한 인권 침해를 방지하고 인권 보장을 이뤄낼 수 있을 것이다.

### 통일을 반대하는 입장
- 1990년대 이후로 남북한의 경제 수준을 비롯한 절대다수의 체계는 너무 극단적으로 벌어졌으며, 이 차이는 노력으로 극복하지 못할 것이라는 입장이다.
- 같은 민족이고 역사가 같지만 교류가 끊긴지 71년이 넘었다. 당시 평균 수명을 고려했을 때 한 사람의 생애 이상의 시간이 지났다는 것이다. 이산가족 또한 사망으로 크게 줄고 있다. 통일의 필요성을 느끼는 개개인의 수가 크게 줄고 있고, 두 국가간 분단으로 인한 문화적 차이도 크게 발생했다.
- 큰 시너지 효과가 발생하더라도 통일 직후에 큰 사회적 혼란을 야기할 수 있고, 언제 끝날지 모른다. (꽤 오랜 시간이 필요할 수도 있다.) 대부분의 비용이 대한민국을 개선하기보다는 조선민주주의인민공화국의 기초 인프라 공사에 들어갈 것이고, 그 막대한 예산은 경제 10위의 대한민국 일지라도 매우 어려우니 당분간 경제가 역성장할 가능성이 있다.
- 조선민주주의인민공화국 내 인민들이 독재정·사회주의 계획경제 체제에 큰 염증을 느낀다 해도, 갑작스러운 민주정·자본주의 시장경제 체제의 도입은 큰 혼란을 불러올 수 있으며, 이에 쉽게 동질되지 못하고 범죄 조직이 발생할 수 있다.
- 법이 다른 두 나라는 통일된 법을 만들거나 지역별로 다른 법을 집행해야 하는데, 그 과정에서 사회적 혼란이 발생할 수 있다. 또한, 대한민국인이 조선민주주의인민공화국인에게 저지르는 범죄가 크게 증가할 수 있다.
- 육로상의 국내 유입이 가능해져 한중·한러 국경사이의 밀입국자 및 불법체류자가 증가할 수 있으며, 상대적으로 시민의식이 낮은 북한인 및 조선족이 저지르는 범죄가 크게 증가할 수 있다.
- 통일이 된다고 해서 동북아시아의 평화가 완전히 왔다고 보기 힘들다. 중국은 미국과 패권 경쟁을 하고 있고, 조선민주주의인민공화국이 포기한 백두산 천지 내 일부 영유권과 간도 협약 등의 문제가 다시 수면 위로 올라갈 수 있으며, 이는 새로운 동북아 내 긴장과 전쟁 가능성의 증가를 불러올 수 있다.
- 통일이 된다고 해서 모병제로 바꾸기 쉽지 않다. 동북아시아는 조선민주주의인민공화국 없이도 중국, 대한민국 및 일본에 의해 중동같이 '세계의 화약고'라고 불리고 있으며, 잠재적으로 홍콩, 대만, 마카오도 이에 큰 불씨로 작용할 수 있다. 미군이 주둔해있는 국가가 미국의 최대 적성국인 중화인민공화국·러시아와 동시에 국경을 접하는 상황에 놓이게 되며, 군사적으로 더 불안정해질 수 있다. 이런 긴장 속에서 군사 수를 크게 줄이는 모병제 도입은 쉽지 않을 것이다.
- 평화통일이 불가능해 북진(멸공)통일을 한다면, 인권유린국가이자 최빈국인 조선민주주의인민공화국을 제거하지만, 국제사회적으로 큰 비판을 받을 수 있다. 또한, 한반도의 전쟁에 주변 강대국들까지 개입을 하게 되면 이것이 3차 세계대전으로 확산되지 않을 것이라고 장담하기 힘들다. 더불어 통일 한국 국내에서도 구 남한 지역에서는 북진 과정에서 전사 또는 부상당한 장병 등의 처우 문제가 불가피하며, 구 북한 지역에서도 통일 이후 발생할 문제 및 기존의 사회 문제에 더불어 전쟁으로 인한 각종 전후 문제 등으로 인해 구 남한과의 갈등이 심화되어 사회적으로도 불안정해질 수 있다.
- 독일이 통일할 때에 비용은 3,000조 이상이 통일비용으로 들어가게 되었는데, 두 국가가 통일한다면 비슷하거나 그 이상의 비용이 들게 되어 통일비용을 감당하지 못할 수 있다.

### 통일 가능성에 대한 회의론
통일을 찬성·반대하기보다는, 통일 자체가 일어나기 힘들거나, 통일되더라도 한참 뒤에 가능하다는 입장이다. 1990년대 이후로 남북 관계 개선 및 2000년대 남북정상회담 등으로 크게 개선되었지만 2000년대 말부터 악화된 남북 관계로 인해 2010년대 들어 크게 증가했다.
- 김정은의 건강 이상설, 쿠데타설 등이 있지만, 김일성이 죽었을 때와 김정일이 죽었을 때도 그랬듯이, 조선민주주의인민공화국이 큰 혼란에 빠지지 않은 채로 이어갈 것이다.
- 폐쇄적인 조선민주주의인민공화국 사회로 인한 SNS 상의 교류 불가 및 가혹한 형벌, 비밀경찰의 감시, 낮은 경제력으로 인해 비밀리에 쿠데타를 일으키기도 힘들고, 체념하는 인민들이 많다. 제아무리 세계 기술이 발전하고 소통이 빨라져도, 이는 갑작스레 바뀌지 않을 것이다.
- 계속된 대한민국 내 정권 교체 및 기존 정권 노선의 폐기 등으로 기존 정책이 계속 밀어붙여지기 힘들고, 대한민국 내에서도 찬반 논란이 거세다.
- 조선민주주의인민공화국 정부는 김씨 일가의 세습 정권 유지를 원하지 통일을 원하지 않고 있다.
- 조선민주주의인민공화국이 대한민국 또는 타 국가를 침략하여 전쟁이 발생한다면, 국제전으로 갈 가능성이 매우 높고, 이렇게 되면 전후 대한민국이 조선민주주의인민공화국의 모든 영토를 수복하지 못할 가능성이 있다.

## 정부·시기 별 통일운동 및 통일정책

### 군정기

#### 좌우합작운동
좌우합작운동은 1946년 통일 임시정부를 수립하기 위해 좌파·우파세력이 합작을 하여 연대를 추진하였던 운동을 말한다. 이 운동에는 중도파 세력 인사들이 주축으로 구성되어 전개되었다.

#### 남북 연석회의
남북 연석회의는 남측만의 단독정부 수립을 반대하는 남북의 정당·사회단체 대표들이 5·10 총선거를 저지하고 통일민주국가 수립을 위해 대책을 논의한 회담을 말한다. 1948년 4월 19일부터 시작된 이 회의는, 김구, 김규식 및 김일성, 김두봉과 같은 남북의 명망가들이 다수 참석하여 그 소기의 목적을 이루는 듯하였으나 결국 아무런 성과도 없이 끝나고 말았다.

### 대한민국

#### 한민족공동체통일방안
한민족공동체통일방안은 1989년 9월 11일 국회에서 노태우 대통령의 특별선언을 통해 발표됐다. 1982년 발표된 '민족화합민족민주통일방안'을 보강한 것이다. 자주, 평화, 민주를 3대 원칙으로 한다. 발표 당시 조선민주주의인민공화국의 연방제 통일안에 가장 근접시켰다는 평가를 받았다.
다음의 3단계로 통일을 이룬다.

- 민족공동체헌장 채택

통일이 될 때까지 남북관계를 이끌어갈 수 있는 규칙을 세우는 것을 말한다.
- 남북연합

민족공동체헌장에 기초하여, 남북정상회의와 실행기구인 남북각료회의, 남북평의회 등의 과도기구를 설치
- 통일헌법 제정으로 통일민주공화국 건설

남북평의회에서 마련한 통일헌법을 바탕으로 총선거를 실시해 통일국회와 통일정부를 구성

#### 민족공동체통일방안
김영삼이 채택한 통일방안이다. 노태우 정부의 한민족공동체 통일방안을 약간 수정하였다. "한민족공동체 건설을 위한 3단계 통일방안" 이라고도 한다.
"선 교류 후 통일"의 원칙하에, 다음의 3단계를 거쳐서 통일을 이룬다는 구상이다.

- 화해협력단계
- 남북연합단계
- 통일국가 완성단계

#### 햇볕정책
햇볕정책은 남북한 간의 긴장관계를 완화하고 조선민주주의인민공화국을 개혁·개방으로 유도하기 위해 김대중 정부가 추진하던 대북 정책이다. 대한민국의 민주당계 정당은 햇볕정책을 지지하거나 추구하고 있고, 대한민국의 진보정당도 이 정책에 호의적인 입장을 보이고 있으나, 대한민국의 보수정당은 이 정책을 경계·비판하거나 반대하는 경향이 있다. 민주당계 정당이 정권을 잡았던 김대중 정부와 노무현 정부 시절 햇볕정책에 의해 금강산 관광과 개성공단 사업 등이 이루어졌고, 문재인 정부도 이 정책을 계승하고 있다. 그러나 햇볕 정책 때문에 천안함 사태, 연평도 포격 사건 등이 일어났다고 주장하고 있다. 햇볕정책의 3대 원칙은 아래와 같다.

- 첫째, 북측의 무력 도발을 허용하지 않는다.
- 둘째, 남측은 흡수 통일을 시도하지 않는다.
- 셋째, 남측은 화해와 협력을 추진한다.

#### 상호주의 정책
대한민국의 민주당계 정당이 추구하는 햇볕정책을 경계·비판하거나 반대를 표하는 대한민국의 보수정당이 추구하는 정책으로, 보수정부인 이명박 정부와 박근혜 정부에서 이 정책이 시행되었다. 조선민주주의인민공화국과의 대화나 무역이 평화적인 한반도 통일의 전망을 개선하는 것에 기여하고 있지 않다고 주장하고, 햇볕정책은 비민주적으로 전체주의적인 조선민주주의인민공화국 정부의 체제 강화를 돕고 있다고 말하고 있다. 미래통합당은 조선민주주의인민공화국에 대한 경제원조와 양국간의 교류에 대해 상호주의적 입장을 견지하고 있다. 대부분의 탈북자들 역시 햇볕정책에 대해 반대를 하고 있다.

#### 휴전선 이북 영토 관리
이북 5도청은 서울특별시 종로구 구기동에 위치하고 있다. 대한민국은 헌법에 의거, 휴전선 이북 지역(現 조선민주주의인민공화국 관할 지역, 중화인민공화국의 일부지역 포함)을 자국 영토로 규정하고 있으며, 조선민주주의인민공화국의 실체를 형식적으로 부정하고 있다. 이러한 입장에 따라 1962년에 《이북 5도에 관한 특별조치법》을, 1970년에 《이북5도직제》(以北五道職制)를 제정하여 통일 정책을 뒷받침하고 있다.

#### 통일 방안
자유통일 방안
대한민국의 헌법, 법률을 바로 조선민주주의인민공화국의 통치 지역에 도입하는 흡수통일 방안이다. 대한민국은 한반도 북부 지역에서 대한민국 주도의 흡수통일을 원하게 될 경우에는 이에 응할 계획이나, 김대중 정부는 먼저 시도하지 않겠다는 의사를 밝혔다.
중립화 통일 방안
지정학적 위치나 전략적 가치로 말미암아 주변 강대국들의 이해관계가 첨예하게 교차되는 지역이나 또는 그 지역에 위치한 국가에게 이해 당사국들 공동의 협약으로 영세 중립의 지위를 부여함으로써 그 지역(또는 국가)을 국제분쟁의 대상에서 제도적으로 격리시키려는 국제적 세력관리 방안이다. 애매한 정체성으로 사회 혼란이 커질 확률이 상당히 높고 색채도 없어 지지를 받지 못 하는 의견이다.

### 조선민주주의인민공화국
아래는 문화어로 표기한 내용이다.

#### 고려민주련방공화국안
- 국가활동의 모든 분야에서 자주성을 확고히 견지하며 자주적인 정책을 실시하여야 한다.
- 나라의 전 지역과 사회의 모든 분야에 걸쳐 민주주의를 실시하며 민족의 대단결을 도모하여야 한다.
- 북과 남사이의 경제적 합작과 교류를 실시하며 민족경제의 자립적발전을 보장하여야 한다.
- 과학, 문화, 교육분야에서 북과 남사이의 교류와 협조를 실현하며 나라의 과학기술과 민족문화예술, 민족교육을 통일적으로 발전시켜야 한다.
- 북과 남사이에 끊어졌던 교통과 체신을 련결하며 전국적범위에서 교통, 체신 수단의 자유로운 리용을 보장하여야 한다.
- 로동자, 농민을 비롯한 근로대중과 전체 인민들의 생활안정을 도모하며 그들의 복리를 계통적으로 증진시켜야 한다.
- 북과 남사이의 군사적대치상태를 해소하고 민족련합군을 조직하며 외래침략으로부터 민족을 보위하여야 한다.
- 해외에 있는 모든 조선동포들의 민족적권리와 리익을 옹호하고 보호하여야 한다.
- 북과 남이 통일이전에 다른 나라들과 맺은 대외관계를 올바르게 처리하며 두 지역 정부의 대외활동을 통일적으로 조절하여야 한다.
- 전민족을 대표하는 통일국가로서 세계 모든 나라들과 우호관계를 발전시키며 평화애호적인 대외정책을 실시하여야 한다.

#### 조국통일을 위한 전민족대단결 10대 강령
- 전민족의 대단결로 자주적이고 평화적이며 중립적인 통일국가를 창립하여야 한다.
- 민족애와 민족자주정신에 기초하여 단결하여야 한다.
- 공존, 공영, 공리를 도모하고 조국통일위업에 모든것을 복종시키는 원칙에서 단결하여야 한다.
- 동족사이에 분렬과 대결을 조장시키는 일체 정쟁을 중지하고 단결하여야 한다.
- 북침과 남침, 승공과 적화의 위구를 다같이 가시고 서로 신뢰하고 단합하여야 한다.
- 민주주의를 귀중히 여기며 주의주장이 다르다고 하여 배척하지 말고 조국통일의 길에서 함께 손잡고 나가야 한다.
- 개인과 단체가 소유한 물질적, 정신적 재부를 보호하여야 하며 그것을 민족대단결을 도모하는데 이롭게 이용하는 것을 장려하여야 한다.
- 접촉, 왕래, 대화를 통하여 전민족이 서로 이해하고 신뢰하며 단합하여야 한다.
- 조국통일을 위한 길에서 북과 남, 해외의 전민족이 서로 연대성을 강화하여야 한다.
- 민족대단결과 조국통일위업에 공헌한 사람들을 높이 평가하여야 한다.

#### 민족대단결 5대 방침
- 민족의 대단결은 철저히 민족자주의 원칙에 기초하여야 한다.
- 애국애족의 기치，조국통일의 기치밑에 온 민족이 단결하여야 한다.
- 우리 민족의 대단결을 이룩하자면 북과 남 사이의 관계를 개선하여야 한다.
- 우리 민족의 대단결을 위하여서는 외세의 지배와 간섭을 반대하고 외세와 결탁한 민족반역자들, 반통일세력을 반대하여 투쟁하여야 한다.
- 민족의 대단결을 이룩하기 위하여서는 북과 남, 해외의 온 민족이 서로 왕래하고 접촉하며 대화를 발전시키고 련대련합을 강화하여야 한다.

#### 조국통일 3대 원칙
- 자주통일
- 평화통일
- 민족대단결

### 남북한 정부의 통일 정책 비교
| 남북 구분 | 통일 정책 요약 |
| --------- | --- |
| 남        | - 통일은 하나의 과정으로 보며 중장기적 시각에서 접근 - 정책의 결정 과정을 민주적으로 하여 점진적 단계적 진행 - 연합제를 통한 남북한 각각의 국가를 인정하며, 상호 간에 대화와 협력을 통한 통일 지향 - 대한민국 주도의 조선민주주의인민공화국 비핵화 통일 정책과 북한 정권이 핵을 포기하도록 설득하고 압박하는 동시에 이를 강제하는 방향의 추진 |
| 북        | - 연방제를 통한 통일 방안 - 수령과 당이 결정하면 인민 대중은 따르는 통일 - 외세의 간섭 없이 민족끼리 결단력을 발휘하여 통일 - 김정은 집권 6년 동안 대북 국제 경제 및 무역 압박에도 불구하고 정권의 안정을 유지하여 왔고, 중국을 통한 북미 간의 평화 협정 추진                                                                                 |

### 대한민국 정부의 통일 정책
| 정부 구분 (임기)                      | 통일 정책 및 실적 |
| ------------------------------------- | --- |
| 윤석열 정부 (2022/05/10 ~ 2025/04/04) | 목표 1. '담대한 구상'을 통한 북핵문제 해결 2. 원칙있고 실용적인 남북관계 추진 3. 국민과 국제사회가 함께하는 평화통일의 토대 마련 추진 원칙 1. 일체의 무력도발 불용 2. 호혜적 남북관계 발전 3. 평화적 통일기반 구축 중점 추진과제 1. 비핵화와 남북 신뢰구축의 선순환 2. 상호 존중에 기반한 남북관계 정상화 3. 북한 주민의 인권 증진과 분단 고통 해소 4. 개방과 소통을 통한 민족동질성 회복 5. 국민, 국제사회와 함께하는 통일준비 <출처> 비핵평화번영의 한반도 : 윤석열 정부 통일대북정책 |
| 문재인 정부 (2017/05/10 ~ 2022/05/09) | - 북한의 비핵화 원칙을 고수하면서, 북한과의 교류와 협력을 통한 북한 핵무기의 근본적인 폐기를 추진 - 한반도의 신경제 지도의 구상을 실행하여, 대한민국 경제의 신 성장 동력 가동 - 남북한의 시장을 하나로 통합하여, 점진적 단계적 통일(급격한 통일을 통한 부작용 예방) - 남북 간의 기본 협정을 체결하고 실행하여 남북 간의 관계를 정립 - 남북 간의 사회, 문화, 체육 교류를 활성화하며, 접경 지역의 경제를 발전 |
| 박근혜 정부 (2013/02/25 ~ 2017/03/10) | - 한반도 통일 대박론을 통해 통일 담론과 논의를 제시함. - 2014년 2월 남북 고위급 접촉, 상호 비방 중지, 이산 가족 상봉 진행에 남측을 믿고 한번 해보겠다고 대답: 실제로는 NLL 인근 사격 훈련 및 무인기, 미사일 등 북한 군사측의 도발 발생함. - 북한 김정은 정부의 통일 의지에 대한 북한의 군부에서의 반발이었는지, 직접적인 김정은 정부의 지시에 의한 것인지는 검증되지 못함. - 남한측에서는 북한과의 대화를 중단함. - 2014년 8월 7일 대통령 직속 통일준비위원회(드레스덴 구상 사령탑) - 북한 민생인프라 구축을 위한 남북한의 협력방안 마련과 문화·예술 및 스포츠 분야의 교류 협력, 긴장완화를 위한 DMZ 평화 공원의 조성 등. - 통일이 국민의 공감대나 주변국의 이해 내지는 동의없이 단독적으로 이뤄질 수 없다는 냉엄한 대외 현실을 바탕으로 통일을 위한 나라 안팎의 공론을 모으고 청사진을 제시함으로써 통일이 한반도 뿐 아니라 주변 각국에도 이익이 되는 이벤트가 될 수 있도록 여건 조성. - 한반도 통일이 "동북아에 상당한 경제적 파장을 줄 것으로 예상되고 세계 기업도 주목하게 될 것"이라며 "독일 통일이 없으면 유럽 통합이 불가능했듯 동북아 평화와 새로운 유라시아 시대가 한반도 통일의 토대가 돼야 가능하다는 비전”을 목표함 - 낙후된 북한의 인프라를 재건하고 주민들에게 복지를 제공해야하므로 막대한 돈이 들어가는 것을 염려하는 경우가 있었지만 실제 한국의 경제력과 국력, 국제 협력 등을 통한 통일이라면 실현 가능성이 높다. - 대한민국 대통령에 대한 북한의 감정적인 비방과 심한 인신 공격에 대해서 북한을 비판하면서 북측이 신뢰있는 행동을 한다면 남한에서도 신뢰있게 대응을 하겠다고 조건부적인 대응. |
| 이명박 정부 (2008/02/25 ~ 2013/02/24) | - 앞서 남북한 정부에서 합의된 통일 정책인 10.4 정상 회담과 6.15 공동선언을 제외하고, 남북 관계의 출발점을 10년전으로 되돌려 1991년 노태우 정권때의 남북기본합의서를 강조함. - 핵 문제를 종속 변수로 핵의 포기를 위한 진전 상황에 따라 남북관계 발전을 추진하겠다고 하였다. |
| 노무현 정부(2003/02/25 ~ 2008/02/24)  | - 남북한 간의 전쟁상태를 끝내 긴장을 완화하며 상호간의 평화를 정착시키며, 이를 통해서 남한과 북한 모두가 발전을 이루며 통일의 터전을 마련한다. - 남북한 경제적인 차이가 너무 크고 정치·사회적 격차가 크므로 북한 경제를 어느정도 끌어올린 후에 자연스럽게 통일이 이루어지도록 북한의 경제적인 지원을 강화함. - 연평해전을 남한만의 피해자가 아니라 남북한간 일촉즉발의 긴장 속에서 남한과 북한 모두 피해자로 인식하고 상호 긴장 완화 노력. - 2007년 10월 4일 북한의 김정일을 만나 서해상 무력 충돌의 방지를 위해 “서해 평화 협력 특별 지대”에 합의함. - 남과 북은 군사적 적대 관계를 종식하고, 한반도의 긴장 완화와 평화를 보장하기 위해 긴밀히 협력한다. - 남과 북은 서로 적대시 하지 않고 군사적 긴장을 완화하며 분쟁 문제를 대화와 협상을 통해 해결하기로 하였다. - 남과 북은 한반도에 어떤 전쟁도 반대하며, 불가침 의무를 확고히 준수하기로 하였다. - 남과 북은 우발적 충돌 방지를 위하여 공동 어로 수역을 지정하고 이 수역을 평화 수역으로 만들기 위한 방안과 각종 협력 사업과 군사 보장 문제 등 군사적 신뢰 구축을 위하여 북측 인민무력부장과 남측 국방부 장관 사이의 회담을 합의. - 남과 북은 민족 경제의 균형적 발전과 공동의 번역을 위해 견제 협력 사업을 공리 공영과 유무상통(有無相通: 있는 것과 없는 것을 서로 융통한다.)의 원칙에 의해 적극 활성화하고 지속 발전해나간다. |
| 김대중 정부(1998/02/25 ~ 2003/02/24)  | - 남북한 간의 전쟁 상태를 영속적으로 긴장을 완화한다. - 통일 정책은 폐쇄 전쟁 지향에서 적극 평화 지향으로 가자는 것. - 이후 평화공존, 평화교류, 평화통일에 입각해 연합제에 의한 국가연합제 단계→연방제 단계→완전 통일 등의 단계를 거치는 점진적 통일 방식인 '3원칙 3단계 통일 방향'을 구상하고 대통령으로 당선된 직후 김정일과의 정상회담을 공식 제안함. - 햇볕정책은 북한에 대한 대한민국의 대외 정책으로, 북한에 협력과 지원을 함으로써 평화적인 통일을 목적으로 하는 정책. - 햇볕정책은 비유법으로 사용된 상징어로 대북포용정책 또는 포용정책으로도 불리고, 공식적인 명칭은 대북화해협력정책. - 대북외교 정책 중 햇볕정책으로 시작된 대북포용정책은 김대중 정부 주요 정책 중 하나로 당시의 정부 이전에는 북한과의 관계는 형식적이고 교류가 이루어지지 않은 상태로 군사적 대치관계에 놓여있었으나, "선평화 후통일"을 통일의 기본 원칙으로 계승해 김대중 정부에 들어서 교류를 기반으로 한 화해, 협력 등을 강조한 포용정책으로 전환됨. - 햇볕정책을 통해 남북정상회담과 개성공단 설립 등의 가시적 성과를 만듬. - 1998년 6월 금강산 관광, 개발 사업에 합의했고 단독 사업자로 선정된 정주영 현대그룹 회장은 소떼를 몰고 판문점을 경유해 방북하여 김정일 국방위원장과 남북 경제 협력에 대해 회의를 함. |

### 조선민주주의인민공화국 정부의 통일 정책
| 정부 구분 (임기)                      | 통일 정책 등, |
| ------------------------------------- | --- |
| 김정은 시대 (2011/12/17 ~ 현재)       | - 김정은은 3차 핵 실험 등을 통해서 공세적인 태도와 핵무기를 갖고 있음을 표현함. - 2014년 3월 김일성 주석, 김정일 위원장 등에 의해 남한의 정상과 합의된 낮은 단계 연방제 방안을 계승하여 추진하기를 제안. - 2014년 8월 10일의 리수용 외부상은 , 아세안안보포럼서 "고려연방제"를 공식적으로 언급함. - 김정은 제1 위원장은 공개 발언: - 첫째, 통일의 주체는 북과 남, 해외의 전체 조선 민족이며, ‘우리민족끼리’ 입장을 견지해야 한다는 것. - 둘째, 통일을 바라는 누구와도 대화를 하겠다는 것 “우리 당과 공화국 정부는 진정으로 나라의 통일을 원하고 민족의 평화번영을 바라는 사람이라면 누구든지 손잡고 나갈 것” - 셋째, 남북공동선언을 존중하고 이행하자는 것 “북남공동선언을 존중하고 리행하는 것은 북남관계를 전진시키고 통일을 앞당기기 위한 근본전제” - 북한은 6.15 공동선언을 비롯한 남북 합의가 상대방의 체제를 존중한다는 정신에 바탕을 두고 있다는 점을 강조하면서 남한이 이를 지키지 않고 있다고 하며 남측이 남북 공동선언의 정신에 따라 체제 비판을 중단하면 남북관계 경색이 풀릴 수 있고 그렇지 않으면 관계 개선은 쉽지 않다는 메시지를 던짐. - 실제로 북한이 지난 1월 ‘중대 제안’에서 상호 비방 중단을 제안했고, 2월 남북고위급접촉에서도 비방 중상 중단을 가장 중요한 의제로 제기함. |
| 김정일 시대 (1991/12/24 ~ 2011/12/17) | - 김정일은 북한의 최악의 식량난인 “ 고난의 행군”을 겪은 후 2000년에 낮은 단계의 연방제를 제기 하였으며, 남북 정부가 각각 정치, 군사, 외교권을 인정하면서, 상호 간에 체제를 인정함. - 1997년 김정일 국방위원장은 〈위대한 수령 김일성 동지의 조국통일 유훈을 철저히 관철하자〉라는 담화에서 체제 인정의 입장을 분명히 했다. - 우리는 북과 남이 사상과 제도의 차이를 초월하여 공존, 공영, 공리를 도모하고 조국통일대업을 이룩하기 위하여 힘을 합쳐 나갈 것을 주장한다. - 북과 남 사이의 관계를 개선하는 것은 조국의 자주적 평화통일을 실현하기 위한 절박한 요구이다. 북과 남의 관계를 불신과 대결의 관계로부터 신뢰와 화해의 관계를 전환시켜야 온 민족의 단합된 힘으로 조국의 자주적 평화통일을 실현해나갈 수 있다. - 남쪽의 ‘사상과 제도’를 인정하고, 북한은 김대중 정부가 화해협력 정책을 펴자 이에 호응해 2000년 남북정상회담에 합의했다. - 남과 북은 2000년 첫 남북정상회담에서 “나라의 통일을 위한 남측의 연합제안과 북측의 낮은 단계의 연방제안이 서로 공통성이 있다고 인정하고 앞으로 이 방향에서 통일을 지향”시켜 나가기로 합의. - 공통점은 ‘평화공존’의 단계를 둔다는 점, - 차이점은 북한의 낮은 단계 연방제는 민족 통일 기구를 두어 하나의 연방 국가가 되는것, 남한의 연합제는 각각 주권을 가진 독립 국으로 협력관계를 발전케 하는 국가 연합. - 북한은 1990～92년에 진행된 남북고위급회담에서 주한미군의 역할 변경을 조건으로 기존에는 주한 미군 철수주장을 바꾸어, 주한미군의 주둔을 인정할 수도 있다는 공식발언: 주한미군의 역할이 대북(對北) 억제로부터 한반도 전체의 안정자와 균형자로 변형되어야 한다”고 주장함 - 김정일은 김대중 대통령에게, “하루라도 빨리 정전협정을 평화협정으로 전환하자는 겁니다. ...주한미군은 공화국에 대한 적대적 군대가 아니라 조선반도의 평화를 유지하는 군대로서 주둔하는 것이 바람직합니다.” 등의 발언을 함. - 2007년 2차 남북 정상 회담에서, 낮은 단계 연방제 핵심인 “민족통일기구”를 제외하여 “남북 연합 단계”의 필요성을 인정함. |
| 김일성 시대 (1948 ~ 1994/07/08)       | - 1945년 8월 15일 광복 이후 25년 동안 1970년대까지 한반도 적화 통일 전략을 유지함. - 1970년대 이후 소련 및 중앙유럽 공산권의 몰락 및 경제난 속에서 안정을 위하여, 남북 2체제를 공고화함. - 한국 전쟁(1950년 6월 25일 – 1953년 7월까지) 전까지 북한은 민주 기지론(민족 해방론)에 의한 무력 적화통일이었으며, 미 제국주의 강점 하에 있는 남한을 북한 지역의 “민주 기지”로 삼아서 공산화하는 것이었음. - 김일성은 1960년 8.15 기념 연설에서 남조선이 남북 총선거를 받아들일 수 없다면, 과도기적 대책으로 남북 연방제를 주장한다 라고 하여, 처음 남북 연방제를 제시하였고, 북한이 무력 통일론 대신 연방제를 주장함. - 정치,군사적으로 남한에 대한 자신감이 있었음. 당시 북한 국민 소득 1일당 137달러이므로, 남한 국민의 150%였음. - 1971년 4월 다시 제안한 남북 연방제에서는 “남북 총선거”를 제외 하였음, 당시 한국 경제의 급속한 성장으로 총선거를 실시하면, 북한이 불리 할 것으로 판단. - 1972년 6월 7.4 남북 공동 성명을 합의함. 중국과 소련의 지원을 바탕으로 고려 연방제 통일 방안을 내놓았고 남북간의 군사 대치 해소와 합작 교류, 대민족회의 소집 등을 거쳐 고려 연방 공화국을 수립하자고 제의하였다. - 1980년 10월에 “고려 민주 연방제”를 제안하여 남북 1국가 2체제를 공식화하였다고 이때는 중국의 개혁 개방, 미중간 수교로 냉전의 종식, 소련의 지원 축소 및 한국의 국력 신장에 따른 북한 내부 체제를 강화하는 비전을 제시함. - 1991년도에는 1민족, 1국가, 2체제, 2정부에 기초한 연방제를 제안하여 1980년 제안하였던 연방제에 2정부를 추가하여 분단 체제에서의 각각의 정부를 공고화함. - “북과 남이 서로 상대방의 존재를 인정하는 기초 우에서” 통일할 것을 강조했다. 이러한 입장 변화는 1993년 4월 발표된 ‘전민족대단결 10대강령’으로 공식화. - ‘선 남조선 혁명 후 합작통일’에서 ‘선 남북공존 후 연방통일’로 변화. 특히, 1991년 남과 북의 유엔 동시 가입과 ‘남북기본합의서’ 채택은 남한 정부를 공식적으로 인정하는 새로운 대남정책이 시작.                                 |

### 대한민국의 통일 정책의 흐름
- 1950년대에는 이승만 정부에 의한 무조건적인 북진통일론이 추세였다.
- 1960년대 박정희 정부에서는 선(先)건설, 후(後)통일론을 추진했다.
- 1970년대 박정희 정부에서는 국제적인 데탕트 분위기에 따라 7·4 남북 공동 성명과 6·23 선언을 발표했다. 이는 대한민국의 1인당 국민소득이 조선민주주의인민공화국의 1인당 국민소득을 앞지르기 시작했기에 나온 자신감의 결과이기도 하다.
- 1980년대 전두환 정부에서는 민족화합민주통일방안을 발표하고, 최초로 남북 이산가족이 상봉함
- 노태우 정부에서는 7·7 민족 자존과 통일 번영을 위한 특별 선언과 한민족공동체통일방안을 발표하고, 북방 정책을 추진해 남북한이 UN에 동시에 가입하게 되었다. 그리고 남북 기본 합의서와 한반도의 비핵화에 관한 공동선언을 체결하였다.
- 김영삼 정부는 민족공동체통일방안을 발표하고, 남북정상회담 추진 등의 적극적인 대북 정책으로 통일을 위해 노력하였으나, 1994년 김일성의 사망으로 중단되었다.
- 김대중 정부와 노무현 정부는 통일을 감당할 독자적 경제적 능력에 부담을 적게 하기 위하여, 평화 공존 및 남북 연합에 의한 통일 방안을 추진을 하며 2차례의 남북정상회담을 실시하여 6.15 남북공동선언을 이끌어내었다.
- 이명박 정부는 2011년 김정일 사망으로 인한 김정은의 정권 장악 등과 민주당계 정부에서 행하였던 남북 간 합의의 실천에 소극적인 태도로 통일교류가 적었는데, 조선민주주의인민공화국의 핵무기 개발과 천안함 사건, 연평도 포격 등 연이은 대남 도발 문제로 남북관계가 급격히 냉각되었다.
- 박근혜 정부는 다시 유연한 상호주의를 바탕으로, 국제 협력과 점진적 통일을 통해서 구체적 실현 방안을 추진 중이며, 기존에 합의된 통일 정책에 대해서는 인정하였으나, 북한에서 기존 남북 정상 간에 합의된 통일 정책 방향에 대한 발전 요구에 대한 요청의 구체적 대응은 나오지 않았다.

### 독일의 통일 및 한반도 통일 및 정책에 대한 시각
- 독일의 통일은 동독 인민회의에 결정에 따른 상호 합의에 의한 연방 편입방식에 의한 통일이며, 일부 부정적인 통일론자들이 언급한 일방적인 흡수 통일이 아니었다.
- 독일 통일 당시 7,700억 달러의 무역 규모가 3조 달러로 4배가 증가하고, 무역 흑자가 2,500억 달러가 되며 동독에 작센, 튀링겐 주 등 광학전지 등 최첨단 산업으로, 기존 영국과 프랑스가 주도하던 유럽 최첨단 산업을 독일이 주도하게 되었다.
- 한반도의 통일은 지정학적 위치 등으로 인해서 장기적으로 동북아 경제 발전에 중국, 일본과 함께 주도하는 역할을 할 것이다.
- 대한민국의 30배가 넘는 조선민주주의인민공화국의 지하자원 가치와 대한민국의 자본과 기술, 조선민주주의인민공화국의 노동력이 만들어내는 시너지에 대한 골드만삭스의 긍정적인 통일 강국론이 있다.
- 세계적인 투자자 짐 로저스는 "전쟁 위험이 없어진, 통일된 한반도의 북한 지역에 전 재산을 투자하겠다."고 했다.
- 1991년부터 남북 관계를 연구해온 독일의 블륨 교수와 오스트리아의 프랑크 교수의 주장에 따르면 한반도 통일은 독일 통일보다 쉽게 이루어질 수도 있다.
- 조선민주주의인민공화국의 주체사상 체제와 군사 정권의 건재함 등으로, 독일과는 다르게 통일을 준비할 시간적 여유가 있으며, 인민의 95% 이상이 통일을 희망하고 있다.
- 통일이 되었을 때 추진해야 할 주요 4가지 사항은

첫째, 재산권 반환보다 보상에 주안점.
둘째, 인프라 개발 특별법으로 빠른 시간에 인프라를 개발.
셋째, 조선민주주의인민공화국의 앞선 항공·우주기술(인공위성 및 미사일 개발)을 보호 및 증진.
넷째, 조선민주주의인민공화국에 대한 직접 투자를 촉진.
다섯째, 조선인민군을 인프라 건설 사업에 활용.
- 한반도 통일은 제로 베이스 상태의 조선민주주의인민공화국이 최적의 시점이며, 경제가 회복된 후에 해야 한다는 주장은 오히려 위험하다.
- 과거 남북 교류 협력 기금의 일부분이 미사일과 핵 개발의 바탕이 되었기 때문에, 조선민주주의인민공화국에 더 지원 자금을 투입한다고 해도, 군사력 증강 또는 비효율적인 기존 시설의 유지·보수에 쓰일 것이다.
- 조선민주주의인민공화국에 대규모 자금지원을 통해, 선 통일 후 개발이 효과적이다.

## 통일 과정의 해결 과제들

### 경제, 통일 비용, 이념적 성향
남북 간의 경제 차이는 크다. 소득, 산업 구조·경제 제도에서 큰 차이를 보이는데, 소득으로는, 1인당 국민소득은 약 40배 차이가 나며, 산업 구조로는 탈공업화 및 지식경제 사회로 진입 중인 대한민국과는 다르게, 조선민주주의인민공화국은 제조업 기반 경제의 실패로 일차 산업의 비중이 높아지는 퇴행적 과잉 공업화 경제이고, 경제 제도로는 시장경제제도를 유지 중인 대한민국과 달리 조선민주주의인민공화국은 계획 경제를 기반으로 하고 있다.
통일 비용은 통일 직후부터 급격히 발생하지만, 통일 효과는 장기적 및 점진적으로 발생하므로 단기적인 과도기에서의 큰 통일 비용을 고려해야 한다.
- 통일 비용에 대한 구분

1) 초기 안정화 비용
2) 분야별 통합 비용
3) 사회복지 비용
4) 경제적 인프라에 대한 투자 비용
- 이념적 성향과 사회적 모순 및 정치적 이해관계 해소: 분단 70년 동안 대한민국과 조선민주주의인민공화국 사람들은 서로 다른 문화를 가지게 되었으며, 상호 통일 이후에도 서로를 외국인처럼 생각할 수도 있다.[18]
- 대한민국인들은 굶주리는 조선민주주의인민공화국인들에 대한 최소한의 생계를 위한 복지 비용과 원시적인 수준의 공업·도로·전기·철도 등의 기초 인프라 건설 비용을 지불해야 하며, 조선민주주의인민공화국인들은 대한민국의 경제적 지원으로 생활이 좀 더 좋아지더라도, 70년 동안 익숙해진 조선민주주의인민공화국 내 주입된 주체사상에 대한 혼란을 막을 수 있도록, 연방제에 의한 통일 이후, 두 정부 간의 긴밀한 협력과 각자의 역할 수행이 필요하다.

통일 직후의 과도기가 끝난 다음, 통일 한국은 각 분야에서 큰 이익을 얻을 수 있지만, 철저한 준비가 필요 하다.
- 통일 이후 혼란으로 인한 국가 안보와 국민의 생명을 직접적으로 위협하는 행위(반정부·테러)에 대한, 정부의 적극적인 대처와 추가 발생 방지 대책이 필요하다.

### 남북통일 이후 행정구역 개편
통일 직전이나 이후로 행정구역도 개편부터 해야 한다. 통일의 주체와 형태가 어찌 될지에 따라서 통일 이후 행정구역 또한 큰 영향을 받을 것이다.
만일 남베트남 공화국처럼 북한에 임시 자치단체가 세워질 경우 기존에 이에 대비 차 설립해놓은 이북5도위원회를 승격시켜 북한 전체에 "대한민국 이북5도" 같은 이름의 임시 국가의 지자체가 될 가능성도 있다. 이 경우에는 북한 지역의 행정 구역 개편은 잠정 보류될 것이다.
남한 주도의 통일이 될 경우에는 이북 5도의 행정구분이 대부분 그대로 시행될 수도 있지만, 북한이 변경한 행정구역을 수용하되 몇 가지 예외를 둘 수도 있다. 일단 북한 주민의 경제활동이 활성화되면 우리나라의 읍·면·동 주민센터에서 보는 사무가 자주 필요하게 될 것이니 '특별시·광역시·도'-'시·군·구'-'읍·면·동'의 남한 행정 구역 체계를 바탕으로 하는 것이 바람직하다.
도를 어떻게 할 지가 논란이 되고 있으나 량강도, 자강도를 인정하지 않는 경우, 적어도 혜산시와 강계시에 도청 출장소를 설치하는 것은 필요해 보인다. 단천시와 같이 기형적으로 생긴 시의 경우 동 지역이 굉장히 떨어져서 분포하고 있기 때문에 동 주민센터에서는 처리하지 않는 사무를 처리하기 위해 시청 출장소의 설치도 필요할 것이다.
생활권을 고려하여 군을 재편할 때, 몇 개 군은 북한에서 바꾸기 이전으로 되돌리거나 면적이 과소한 시, 군은 북한에서 신설된 군끼리 합쳐질 가능성이 높다. 예를 들어 내륙지역이 분리되고 해안평야 지대만 남은 고원군과 금야군이 고원시로 승격 통합되는 식이다. 특히 평성시처럼 오로지 도 소재지로서 건설된 도시나 신포시처럼 어업 기지로 조성된 소규모 도시가 원 행정구역에 재편입될 가능성이 높다.
그리고 이에 대한 연장선으로, 행정구역 개편 효율을 위해 역사적 연원이 같지만 일제강점기 때 부(도시부)와 군(외곽부)으로 나뉜 지역들은 도농통합시로 새로 출범할 것으로 예상된다. 해주시·벽성군, 사리원시·봉산군, 송림시·황주군, 신의주시·의주군, 함흥시·흥남시·함주군, 청진시·부령군, 성진시·학성군, 나진시·경흥군 등 그 외 다수의 위요지와 월경지 문제를 해결할 것으로 보인다.
남한의 행정 체계에 맞추어 개편을 한다면 북한의 읍은 대체로 주변 리를 편입하여 해방 직후의 원래 경계대로 읍이 되고, 로동자구도 마찬가지로 주변의 리를 합쳐 대체로 원래 해방 직후의 경계에 맞추어 읍으로 승격될 것으로 보인다.
참고로 북한은 이미 1960년대부터 도로명주소를 사용하고 있다. 따라서 천리마거리, 승전거리 같은 체제 선전용 도로 명만 적당히 손 보면 된다. 하지만 이건 평양 시내 일부 지역 기준이고 실제로 대부분 지역에서 주소는 '○○동·리 ○○인민반' 등의 주소를 사용한다. 애초에 평양부터 도로가 부족한 도시다.
지방 선거의 경우 잠정적으로 북한의 동-리 체계를 바탕으로 시·군 내에서 선거구를 획정해도 인구 비례에 맞으면 상관이 없기 때문에 민주주의에 대한 교육이 이뤄진 이후 몇 년 내로 다시 실시될 것으로 예측된다.

## 북한 행정구역의 존치 vs 환원
통일 이후 북한 지역 행정구역에 대해 독일의 전례를 따라 광복 당시 행정구역으로 환원하자는 의견이 흔히 제시된다. 하지만, 두 정권이 대등한 위치에서 성사된다면 그러한 일방통행 식의 개편은 힘들 것이다. 대한민국도 행정구역이 꽤나 많이 바뀌었기 때문에 특히 수도권을 중심으로 행정적인 노력이 많이 들 것이다.

## 같이 보기
- 한국의 통일 방안
- 양안통일
- 코리아연방공화국
- 고려민주연방공화국안
- 남북 관계
- 남북정상회담
- 북미정상회담
- 한국전쟁
- 평화 조약
- 한국휴전협정
- 북미평화협정
- 조선민주주의인민공화국의 대량살상무기
- 한반도 운전자론
- 제네바 합의
- 통일반대론
- 통일항아리

## 참고 문헌
- 고일동, 독일통일 3주년의 경제적 평가와 남북한 경제관계에 대한 시사점, 한국개발연구원, 1993
- 고일동, 남북한 경제통합의 새로운 접근방법 : 독일식 통일의 문제점과 극복방안 (KDI/DIW 공동연구), 한국개발연구원, 1997
- 김수용, 통일전후의 남북한 경제통합과 통일비용, 서강경제논총, 서강대학교 경제학연구원, 2001
- 박성기, 통일비용절감을 위한 북한토지개혁방안에 관한 연구, 강원대학교 경영행정대학원 석사학위논문, 1998
- 서사봉, 남북 통일-분단비용의 크기 비교, 경남대학교 북한대학원 석사학위논문, 2006
- 이광영, 통일한반도의 남북연합단계 적용 가능성 연구 : 초국가기구를 중심으로, 연세대학교 석사학위논문, 2006
- 이석, 통일의 경제적 문제: 개념과 시각[깨진 링크(과거 내용 찾기)], 북한경제리뷰, 2010.
- 이영선, 독일 통일과정에 비추어 본 한국의 경제 통합 전략, 한국학술진흥재단, 1998
- 한기성, 통일비용 최소화를 위한 정책에 관한 연구, 성균관대학교 박사학위논문, 1999
- 오연호, 법륜 새로운 100년 - 오연호가 묻고 법륜 스님이 답하다, 오마이북 2012
- 란코프  남한의 통일대박론 – 한국 국민대 교수 2014
- 엄상윤, 한반도 통일의 국제적 여건과 국제협력 추진방향, 세종정책연구소,고려대학교 일민국제관계연구원 2013
- 엄상윤, 북한의 핵무장과 한국의 안보 정치 경제적 위협, 세종정책연구소,고려대학교 일민국제관계연구원 2014
- 한반도평화포럼 , 통일은 과정이다 - 화해, 협력의 길로 나아가는 통일담론, 서해문집, 2015
- 유라시아 경제 연합 http://president.globalwindow.org/kz.relateData.InDepthDataDetail.do?data_seq=89 대한 무역 투자 진흥 공사(KOTRA), 2015
- 강광식, 통일한국의 체제구상 ：국제적(國際的) 위상(位相)과 복합국가체제(複合國家體制), 백산서당, 2008
- 강광식, 중립화와 한반도통일, 백산서당, 2010
- 황인관, One Korea via Permanent Neutrality, 캠브리지 대학, Schenkman Books Inc., 1987